# Mor Karbasi
Mor Karbasi  (née le 23 avril 1986 à Jérusalem) est une autrice-compositrice-interprète qui chante en ladino.

## Biographie
Sa mère est née à Nazareth et est d'origine marocaine. Son père est né à Jérusalem et est d'ascendance perse. Elle vit à Londres avec son partenaire, le guitariste Joe Taylor.
L'héritage culturel de Mor Karbasi est fait de sources juives, marocaines et iraniennes. Selon son grand-père juif marocain « le sang se souvient » signifiant que ses ancêtres sont originaires d’Espagne ce qui a donné à Mor Karbasi des liens très forts et passionnés avec cette culture qu'elle exprime avec passion dans sa musique.

## Discographie
- 2008 : The Beauty and the Sea
- 2011 : Daughter of the Spring
- 2013 : La Tsadika